# Il mondo della foresta
Il mondo della foresta (The Word for World is Forest) è un romanzo di fantascienza di Ursula K. Le Guin pubblicato nel 1972 nell'antologia Again, Dangerous Visions, curata da Harlan Ellison, e poi da Berkley/Putnam nel 1976. È stato tradotto in italiano da Riccardo Valla per Editrice Nord nel 1977.
Il romanzo è il sesto, in ordine di pubblicazione e non di cronologia interna, del Ciclo dell'Ecumene ed ha vinto il Premio Hugo per il miglior romanzo breve nel 1973.

## Trama
Il romanzo si svolge a New Tahiti, un pianeta in origine ricoperto da una densa foresta e abitato da una razza umana dedita alla caccia e appartenente allo stesso ceppo di quella terrestre. I nativi sono soggetti ad un duro sfruttamento da parte di una colonia della Terra gestita dai militari con il fine principale di utilizzare le risorse forestali del pianeta. Il legno è infatti diventato un bene di lusso perché la Terra è ormai completamente priva di vegetazione arborea.
I terrestri considerano gli abitanti locali inferiori e non riconoscono la loro civiltà, essenzialmente basata sull'autocoscienza e sulla spiritualità. Lo sfruttamento coloniale tende poi a provocare gravi danni al clima e all'ecosistema forestale del pianeta, e le indicazioni impartite dal governo terrestre per rendere questo sfruttamento sostenibile nel tempo vengono sistematicamente disattese.
Il romanzo racconta dello scontro anche armato tra gli indigeni e i terrestri, con sullo sfondo la crescente importanza che l'Ecumene si trova a rivestire.

## Edizioni
- Ursula K. Le Guin, The Word for World is Forest, Hainish Cycle, Putnam Publishing Group, 1976,  p. 189, ISBN 0-399-11716-4.
- Ursula K. Le Guin, Il mondo della foresta, traduzione di Riccardo Valla, Cosmo. Collana di Fantascienza 62, Editrice Nord, 1977.
- Ursula K. Le Guin, Il mondo della foresta, traduzione di Riccardo Valla, Classici Urania 140, Arnoldo Mondadori Editore, 1988.
- Ursula K. Le Guin, Il mondo della foresta, traduzione di Riccardo Valla, Narrativa Nord 119, Editrice Nord, 1999,  p. 220, ISBN 88-429-1069-4.